# 氟化物療法
為達到醫療目的，會使用氟化物進行治療，此種程序稱為氟化物療法（英語：fluoride therapy）。在飲用水含氟量不足的地區，為預防年齡在6個月以上兒童出現齲齒（蛀牙），專家建議為其補充氟化物。補充方式通常是口服液體、藥丸的方式，或是使用含氟牙膏來刷牙。氟化物也曾應用於治療多種骨骼疾病。
嬰幼兒若攝取相對較高劑量的氟化物，會在牙齒上留下白色斑點，此稱為氟斑症。如過量攝取更會導致嚴重的氟斑症，牙齒呈棕色或黃色、變得脆弱易斷，嚴重情況下甚至會引發急性中毒。氟化物療法通常採用氟化鈉的形式，但也會使用氟化亞錫的形式。氟化物的作用機制是減少酸對牙齒的侵蝕、促進牙齒再礦化，並降低細菌的活性。氟化物主要透過直接接觸牙齒後來發揮功效。
醫界在1940年代開始用氟化物來預防齲齒。氟化物已列入世界衛生組織基本藥物標準清單之中。它於2021年是美國排名第291位最常開立的藥物，處方箋的數量超過60萬張。

## 醫療應用

### 預防齲齒
氟化物療法在預防齲齒方面能產生正面功效。濃度達到或超過1,000ppm（百萬分之一） 的含氟牙膏，能有效降低學齡兒童與青少年罹患齲齒的風險。當乳齒仍在發育時，攝取氟化物能讓牙齒結構更強健，更能抵抗蛀蝕，然而這也會提高罹患氟斑症的機率。經氟化處理過的飲用水與牛奶是兩種有效的全身性氟化物療法，有助於預防齲齒發生。

### 骨質疏鬆症
科學界曾針對女性更年期（停經）後可能出現的骨質疏鬆症而研究以補充氟化物的方式進行治療，但目前看來並無顯著療效。雖然氟化鈉能提升骨骼密度，卻無法有效降低發生骨折的風險。

## 副作用

### 氟斑症
未滿6歲的兒童使用濃度達到或超過1,000ppm的含氟牙膏以及氟化物補充劑，特別是在出生後3年內使用，與較高的氟斑症風險有關聯。個體於孕期最後6個月補充氟化物，對兒童氟斑牙的發生率並無顯著影響。為預防齲齒而進行的最佳飲用水氟化處理，會使牙齒氟斑症的盛行率增加4%至5%。觀察到的影響多為輕微至中等程度，通常對美觀影響甚微。

### 其他風險
飲用水氟化與骨質疏鬆症或癌症的發生無關聯。

## 過量攝取
大量攝取氟化物可能導致氟中毒，甚至致死。估計對於大多數成年人而言，致死劑量為5至10克，相當於每公斤體重32至64毫克的元素氟。即使攝取低至每公斤體重0.2毫克的氟化物，也可能引發腸胃不適，這個劑量遠低於致死劑量的20倍。長期攝取及局部接觸可能造成牙齒氟斑症，而過度的全身性暴露則可能導致骨骼氟斑症。美國牙科協會 (ADA) 建議採母乳哺育為主，以減少嬰兒的氟化物攝取量，並預防他們出現氟斑症。
於1974年，美國有一名3歲孩童初次就診牙醫時，誤食45毫升、濃度為2%的氟化物溶液（劑量是致死量的3倍）後不幸身亡。牙科診所於事後被判定需為死亡事件負責。

## 作用機轉
確切地說，氟化物療法的作用是修復，而非預防牙齒損傷，它促使氟磷灰石這種礦物質整合到受損的牙釉質（也稱琺瑯質）中。雖然在鯊魚的牙齒中可找到氟磷灰石，但它並非人類牙齒的天然組成部分。人類天然牙釉質的主要礦物質是羥磷灰石，而非在有氟化物存在時形成的氟磷灰石。即使沒氟化物，牙齒中的礦物質含量也會根據口腔的酸鹼度以及口腔內其他物質（例如磷酸鹽和鈣）的濃度而呈現波動式增減。
氟化物藉由形成氟磷灰石，並融入牙齒的牙釉質，來減少牙釉質腐蝕。氟離子能減緩牙釉質中礦物質流失，並在齲齒初期促進牙齒再礦化。氟化物正是透過這種脫礦化與再礦化的循環過程來發揮保護作用。對於預防齲齒非常重要的再礦化循環，必須在口腔內有氟化物存在時才會發生。一旦氟化物被吞嚥，其效用便極為微弱。
目前有關氟化物對口腔微生物群的影響，以及此影響對於氟化物整體抗齲齒效果的重要性，科學界尚未達成共識。
氟化物可透過許多化學方法傳遞（氟化鈉、氟化亞錫、胺化氟、單氟磷酸鈉等等）。研究顯示，這些不同化學形式的氟化物在抗齲齒效果上的差異，不如個人在刷牙、使用氟化物產品以及使用後的行為差異來得顯著。通常氟化物的化學形式取決於與其他混合元素的相容性、價格以及其他因素。
所有氟化方式都會在唾液中釋放低濃度的氟離子，進而對牙菌斑內的液體產生局部作用。氟化物並非直接阻止齲齒發生，而是減緩其發展的速度，因此，為使其有效發揮作用，需要全天持續接觸。氟離子的供應越穩定，在預防齲齒的效果就越好。

## 施用

### 飲水加氟
飲用水加氟是一種受控的過程，將氟化物添加到公共供水系統中，可降低飲用者發生齲齒的機率。美國在1940年代開始推行這項措施，其依據是對一個天然水源富含氟的地區兒童所進行研究的結果。

### 牙膏
目前，估計美國約有3分之2的人口透過公共供水系統來使用加氟的飲水，而全球約有5.7%的人口使用加氟飲水。
估計在飲用水中加氟，每花費一美元，就能節省7至42美元的牙科治療費用。
市面上常見的牙膏大多含有濃度介於0.22%（相當於1,000ppm）到0.312%（相當於1,450ppm）的氟化物，其形式通常為氟化鈉、氟化亞錫或單氟磷酸鈉（MFP）。
經常使用含氟量1,100ppm的牙膏，能有效促進牙齒牙釉質的再礦化，並抑制牙釉質及牙根表面的礦物質流失。
為去除較頑固的殘渣和輕微的牙齒表面染色，大多數含氟牙膏都添加溫和的研磨劑。這些研磨成分包括碳酸鈣、矽膠、碳酸鎂和磷酸鹽等。
市面上亦有含氟牙膏是以0.454%氟化亞錫 (SnF2) 的形式存在，其氟離子濃度為1,100ppm。研究顯示，牙膏中的氟化物與錫離子 (Sn2+) 結合後，似乎能為口腔健康帶來更廣泛的益處。
相較於其他含氟牙膏，含有氟化亞錫的牙膏已被證實能更有效地減少齲齒、牙齒酸蝕、牙齦病、牙本質過敏症、牙菌斑、牙結石以及牙齒染色等問題。

### 漱口水
含氟漱口水可由牙科專業人員執行塗抹，或供居家使用。漱口水中最常見的含氟成分是中性氟化鈉。其濃度範圍通常介於0.05%至0.2%（相當於225至1,000ppm的氟離子）。濃度為0.05%的漱口水適用於每日使用，而濃度為0.2%的漱口水則適用於每週使用，以及在學校推行的每週漱口計畫。然而對於齲齒高風險族群而言，這些濃度的氟化物強度可能不足。在指導下規律使用每日型（230ppm）或每週型（900ppm）的含氟漱口水，能有效降低兒童恆牙的齲齒發生率。
市面上有許多品牌的局部用氟化物產品販售。如果個體飲用的水中已含有足夠的氟化物，則不建議使用這類漱口水產品。

### 凝膠／泡沫
市面上有多種專業使用的氟化物凝膠和泡沫產品。專業使用的氟化物凝膠種類包括2.0%中性氟化鈉和1.23%酸性磷酸氟化鈉。
接受頭頸部放射治療的個體，其唾液腺細胞可能會受損害，進而造成口乾症狀。唾液分泌量減少時，發生齲齒的風險也會隨之升高。對於正在進行或已完成頭頸部放射治療的患者，以及唾液分泌不足的患者，建議使用個人化的牙托居家塗抹1.1%的氟化物凝膠。
至於氟化物凝膠在治療初期性齲齒病灶方面的效果，目前仍需更多研究加以驗證。

### 氟化物塗料
相較於氟化物凝膠，氟化物塗料在施用便利性以及所需氟化物用量較少方面具有實際優勢。氟化物塗料的原理是將極高濃度（約50,000ppm）的氟化物鹽塗抹於牙齒表面。
目前尚無已發表的證據指出，由專業人員塗抹的氟化物塗料會增加牙釉質氟斑症的風險。這種塗料是以刷子塗抹，且能在數秒內快速凝固。
研究顯示氟化物塗料能有效減少乳齒和恆齒的早期齲齒病變。對於兒童和青少年而言，每隔6個月塗抹一次氟化物塗料，能有效地預防乳齒和恆齒發生蛀蝕。

### 緩釋裝置
有一種能緩慢釋放氟化物的裝置，可植入牙齒表面，通常選擇在臼齒的側面，以避免影響美觀和進食。這類裝置主要分為兩種：共聚物薄膜式和玻璃珠式。它們能有效提高局部氟化物濃度並預防蛀牙，然而，其有固位性不佳，容易脫落的問題。

### 含氟錠
含氟錠劑通常每顆約含1毫克氟化物，使用方法是將其含在口中慢慢吮吸。溶解後的錠劑會逐漸被吞嚥，因此，使用含氟錠同時具有局部和全身性的治療效果。早在1955年，一項比較含氟錠與含氟藥丸效果的研究就明確指出，氟化物主要透過局部作用來發揮功效。

### 醫療補充品
醫療用的氟化物補充品，如錠劑、口含錠或液體（包括含氟維生素），主要提供給居住在飲用水未加氟地區的兒童。然而，現有證據對於這類補充品在保護乳齒方面的效果較為薄弱。儘管如此，這些補充品能有效預防恆齒蛀蝕，但常見的副作用是輕微至中度的牙齒氟斑症。此外，根據一份系統綜述，顯示並無證據顯示孕婦每日補充氟化物能有效預防其生出子女發生蛀牙或導致氟斑牙。

## 延伸閱讀
- Committee on Fluoride in Drinking Water, National Research Council. (2006). Fluoride in Drinking Water: A Scientific Review of EPA's Standards （页面存档备份，存于）. National Academies Press.
- Government guidelines
- Fluoride History （页面存档备份，存于） –  History of fluoride therapy including early patents